# Satomura Shōkyū
Satomura Shōkyū est un nom japonais traditionnel ; le nom de famille (ou le nom d'école), Satomura, précède donc le prénom (ou le nom d'artiste).
Satomura Shōkyū (里村 昌休, 1510–1552)
devient le maître du vers lié du genre renga après la mort de Tani Sobuko en 1545. Avant la mort de ce dernier, Shokyu accepte le fameux Joha comme élève en 1544. Peu de temps avant de mourir, Shokyu confie à Joha la direction de l'école Satomura de renga et le soin de son fils Satomura Shoshitsu.